# Université de Kaiserslautern-Landau
L'université de Kaiserslautern-Landau (en abrégé : RPTU ; en anglais : University of Kaiserslautern-Landau) est une université publique et de recherche technique avec des campus à Kaiserslautern et Landau en Allemagne.
La RPTU est la seule université technique du land de Rhénanie-Palatinat. Elle est créée le 1er janvier 2023 par la fusion de l'université technique de Kaiserslautern et du campus de Landau de l'université de Coblence-Landau.

## Domaines d'études
- Architecture (RPTU à Kaiserslautern)
- Génie civil (RPTU à Kaiserslautern)
- Biologie (RPTU à Kaiserslautern)
- Chimie (RPTU à Kaiserslautern)
- Électricité et technologies de l'information (RPTU à Kaiserslautern)
- Sciences de l'éducation (RPTU à Landau)
- Informatique (RPTU à Kaiserslautern)
- Sciences culturelles et sociales (RPTU à Landau)
- Génie mécanique et génie des procédés (RPTU à Kaiserslautern)
- Mathématiques (RPTU à Kaiserslautern)
- Sciences naturelles et environnementales (RPTU à Landau)
- Physique (RPTU à Kaiserslautern)
- Psychologie (RPTU à Landau)
- Aménagement du territoire et de l'environnement (RPTU à Kaiserslautern)
- Sciences sociales (RPTU à Kaiserslautern)
- Économie (RPTU à Kaiserslautern)

## Fondation
En 2019, une séparation de l'université de Coblence-Landau est décidée dans le cadre d'une réforme des structures universitaires. Au 1er janvier 2023, le site de Landau fusionne avec l'université technique de Kaiserslautern pour former l'université de Kaiserslautern-Landau, et le site de Coblence continue à exister en tant qu'université autonome de Coblence. La nouvelle université créée est dirigée par un binôme présidentiel composé de l'ancien président de l'université technique de Kaiserslautern, Arnd Poetzsch-Heffter, et de l'ancienne vice-présidente du site de Landau, Gabriele Schaumann.